# CVnCoV
Il CVnCoV è un vaccino contro la COVID-19 sperimentale sviluppato da CureVac e dalla fondazione Coalizione per le innovazioni nella preparazione alle epidemie (CEPI). Dal mese di aprile 2021 è in fase 3 di sperimentazione clinica.

## Tecnologia
CVnCoV è un vaccino a mRNA che codifica una parte minima della proteina spike del coronavirus e attiva il sistema immunitario contro di essa. CVnCoV utilizza RNA non modificato, a differenza del vaccino anti COVID-19Pfizer-BioNTech  e del vaccino anti COVID-19 Moderna, che utilizzano entrambi RNA modificato con nucleosidi.

## Sviluppo
Nel novembre 2020, CureVac ha riportato i risultati di uno studio clinico di fase 1 e 2 secondo cui CVnCoV (ingrediente attivo zorecimeran) era ben tollerato, sicuro e produceva una robusta risposta immunitaria. Nel dicembre 2020, CureVac ha avviato uno studio clinico di fase 3 di CVnCoV con 36.500 partecipanti.
Bayer fornirà supporto alla sperimentazione clinica e logistica internazionale per la sperimentazione di fase 2 e potrebbe essere coinvolta nella produzione finale qualora il vaccino si dimostrasse sicuro ed efficace. Nel febbraio 2021, il comitato per i medicinali per uso umano dell'UE ha avviato una revisione progressiva di CVnCoV. Nell'aprile 2021, la stessa procedura è iniziata in Svizzera.
Il 16 giugno 2021 CureVac ha comunicato i risultati della seconda analisi ad interim del suo studio cardine internazionale di fase 2b/3 in circa 40.000 soggetti (lo studio HERALD) del candidato al vaccino COVID-19 di prima generazione di CureVac, CVnCoV. Nel contesto senza precedenti di almeno 13 varianti circolanti all'interno del sottoinsieme di popolazione in studio valutato in questa analisi ad interim, CVnCoV ha dimostrato un'efficacia del vaccino ad interim del 47% contro la malattia COVID-19 di qualsiasi gravità e non ha soddisfatto i criteri di successo statistici prestabiliti. Le analisi iniziali suggeriscono un'efficacia dipendente dall'età e dal ceppo. I dati disponibili sono stati comunicati all'Agenzia europea per i medicinali (EMA). Il Data Safety Monitoring Board (DSMB) ha confermato un profilo di sicurezza favorevole per CVnCoV. Lo studio sta proseguendo fino all'analisi finale e la totalità dei dati sarà valutata per il percorso normativo più appropriato.
In totale, in questa analisi ad interim sono stati valutati 134 casi di Covid-19. Di questi casi, 124 sono stati sequenziati per identificare la variante che ha causato l'infezione. Il risultato conferma che un solo caso era attribuibile al virus SARS-CoV-2 originale. Più della metà dei casi (57%) è stata causata da varianti. La maggior parte dei casi rimanenti è stata causata da altre varianti meno caratterizzate come Lambda o C.37, identificate per la prima volta in Perù (21%) e B.1.621, identificate per la prima volta in Colombia (7%). In questo contesto, i risultati intermedi suggeriscono l'efficacia nei partecipanti più giovani, ma non hanno permesso di trarre conclusioni sull'efficacia nella fascia di età superiore ai 60 anni.

## Distribuzione
La tecnologia sviluppata da CureVac per il CVnCoV utilizza un mRNA non modificato, più naturale e meno influenzato dall'idrolisi, consentendo la conservazione a 5 °C (41 °F) e requisiti della catena del freddo relativamente semplificati che facilitano fino a tre mesi di conservazione e la distribuzione alle regioni del mondo che non dispongono di apparecchiature ultrafredde specializzate.

## Ritiro dall'iter di approvazione
Il 12 ottobre 2021 CureVac annuncia la decisione di ritirare il suo candidato vaccino COVID-19 di prima generazione, CVnCoV, dall'attuale processo di approvazione con l'Agenzia europea per i medicinali (EMA). L'azienda si concentrerà sullo sviluppo dei candidati vaccini a mRna di seconda generazione ai quali sta lavorando in collaborazione con la Gsk.